# جمهورية صرب البوسنة

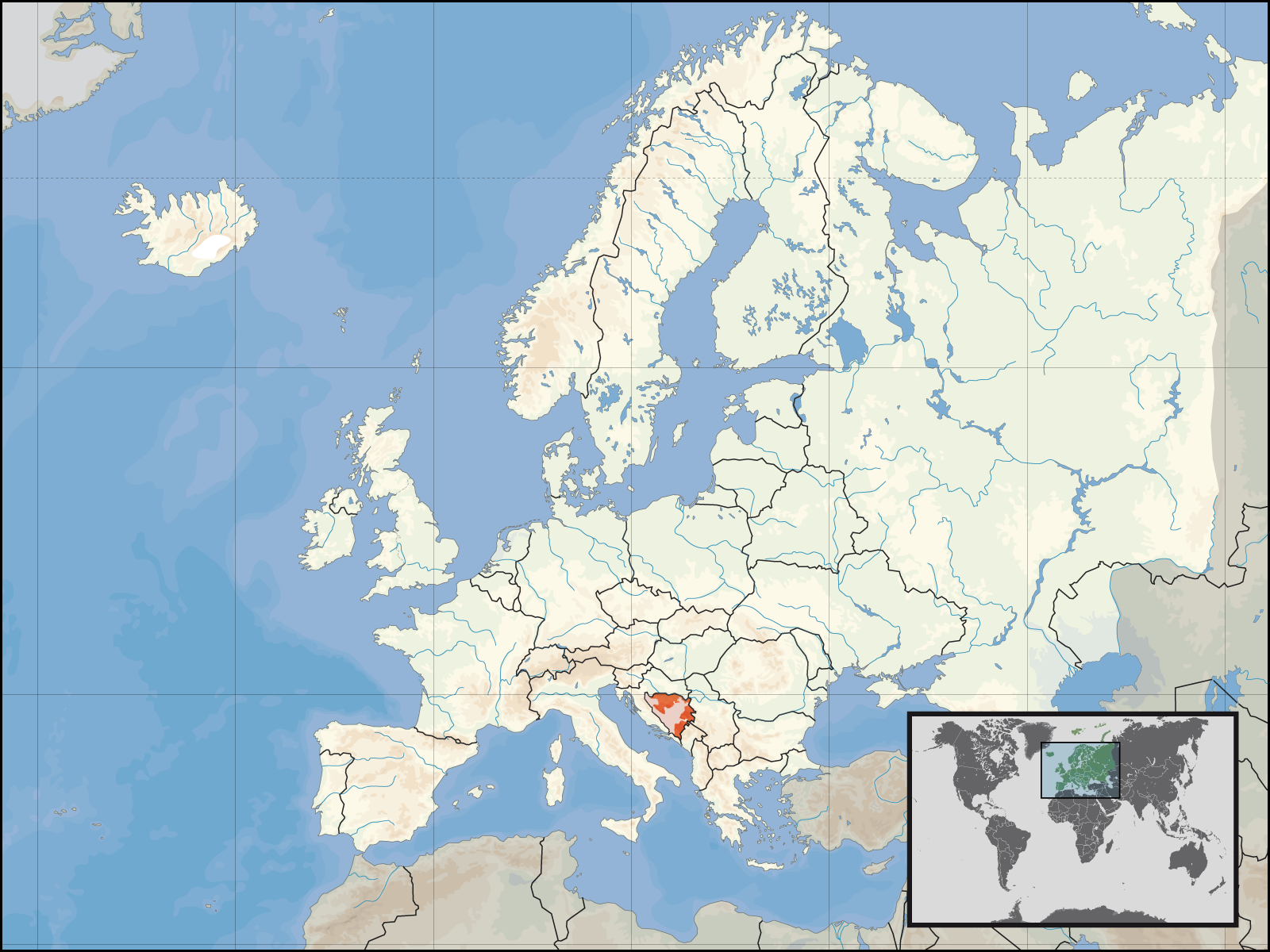
الجمهورية الصربية (باللون الأحمر)، جزء من اتحاد البوسنة والهرسك

جمهورية صْرْبْسْكَا أو الجمهورية الصربية (Republika Srpska, Република Српска) هي كيان قانوني تمثل جزءًا مكوّنًا للبوسنة و الهرسك وتاسست بعد حرب البوسنة في عام 1992بعد اتفاقية دايتون بين صرب و بوسنين